# Szerrádó lappantyú
A szerrádó lappantyú (Setopagis parvula) a madarak (Aves) osztályának a lappantyúalakúak (Caprimulgiformes) rendjéhez, ezen belül a lappantyúfélék (Caprimulgidae) családjához tartozó faj.

## Rendszerezése
A fajt John Gould angol ornitológus írta le 1837-ben, a Caprimulgus nembe Caprimulgus parvulus néven. Egyes szervezetek a Hydropsalis nembe sorolják Hydropsalis parvula néven.

## Előfordulása
Dél-Amerikában, Argentína Brazília, Bolívia, Paraguay, Peru és Uruguay területén honos. Természetes élőhelyei a szubtrópusi vagy trópusi síkvidéki esőerdők, lombhullató erdők, szavannák és cserjések, valamint legelők és ültetvények. Vonuló faj.

## Megjelenése
Testhossza 19-21 centiméter, a hím testtömege 25-42 gramm, a tojóé 30,6-46,5 gramm.

## Életmódja
Valószínűleg rovarokkal táplálkozik.

## Természetvédelmi helyzete
Az elterjedési területe rendkívül nagy, egyedszáma pedig stabil. A Természetvédelmi Világszövetség Vörös listáján nem fenyegetett fajként szerepel.